# حرابيات
الحرابيات (الاسم العلمي: Celastrales) هي رتبة من النباتات المزهرة تنتشر في جميع أنحاء المناطق الاستوائية وشبه إستوائية، وعدد قليل من أنواعها تنتشر بعيدا في المناطق المعتدلة. يوجد منها حوالي 1200  إلى 1350  نوع في 100 جنس تقريا. ولكن كل 7 من هذه الأجناس تكون في الفصيلة الحرابية الكبيرة.